# Lymantria brotea
Lymantria brotea is een vlinder uit de familie van de spinneruilen (Erebidae), onderfamilie donsvlinders (Lymantriinae). De wetenschappelijke naam van de soort is voor het eerst geldig gepubliceerd in 1780 door Stoll.
Het mannetje heeft een voorvleugellengte van het mannetje is 24 tot 28 millimeter. 
De soort komt voor van India (Assam en de Andamaneilanden) en Nepal tot Thailand, Maleisië, Vietnam, Indonesië (Borneo en Sumatra) en de Filipijnen.